# マイスター

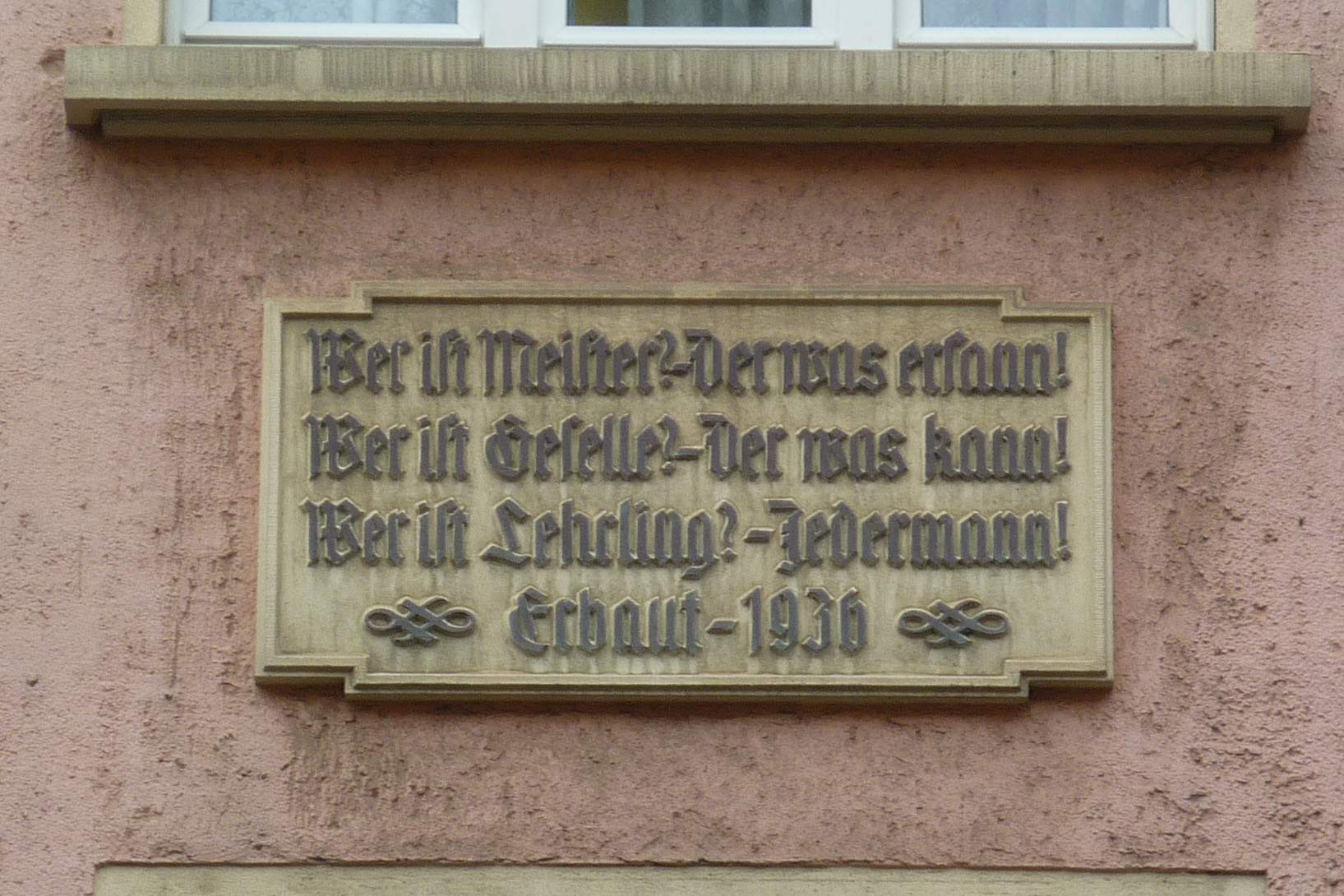
マイスターとは？ - 何かを考案する者！
ゲゼレとは？ - 何かができる者！
見習いとは？ - あらゆる者！

マイスター (ドイツ語: Meister) 制度は、ドイツ語圏の高等職業能力資格認定制度である。
ドイツのほか、オーストリア、ベルギー、スイスにも同様の制度が存在する。

## ドイツ
ドイツにおいて、マイスター資格はファッハシューレ（Fachschulen, 5Bレベル）修了者に付与される資格であり、入学には1年以上の実務経験が必要である（デュアルシステム）。修了年数はフルタイムで2年間、パートタイムで3-4年間である。
ドイツには約170のマイスター資格が存在する。
- 手工業マイスター（Kaufmannsmeister）
- 工業マイスター（Industriemeister）
- 商業マイスター（Fachmeister）
- 農業マイスター（Landwirtschaftsmeister）
- 家事マイスター（Hauswirtschaftsmeister）

ドイツの職人は多くの場合、まずは徒弟（見習い工）として就職しながら職業学校に通い、若しくは1年間のワルツ（Walz、放浪修行）で専門知識や技術を習得し、次段階の熟練工の試験を受け、熟練工になった後もファッハシューレにて3 - 5年間技術の研修を積んでマイスター試験を受ける。
ワルツ期間中はいかなる事情・理由があろうとも出身地の半径50キロメートル以内には立ち入れない規定まであり（親族の死に目には立ち会える）、最近では「ワルツ義務は時代遅れでは」との声が上がり始めている。
ドイツの手工業マイスター、工業マイスター、家事マイスター認定は欧州資格フレームワーク(EQF)にてレベル6、ドイツ資格フレームワーク(DQR)においてレベル6であり、これは学士レベルと同等とされる。

### 手工業マイスター

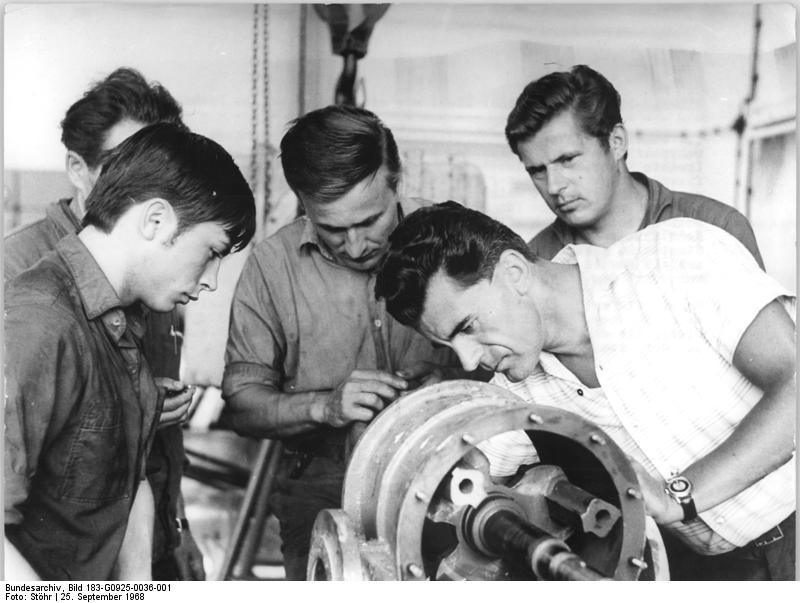
徒弟たちと職人。1968年、東ドイツの化学繊維工場にて

手工業マイスター(Handwerksmeister)とは、ドイツにおいて2004年に施行された手工業規則法により規定される資格。手工業者が職業訓練生（徒弟）および職人の過程を経て、マイスター試験に合格することで取得できる。試験はマイスター審査委員会によって実施され、それらの統括団体としてHandwerkskammerが存在する。
取得することにより、営業権と職業訓練生を採用し教育する権利を得ることができる。ドイツの国内の41業種について開業のためにマイスター資格が必要とされている。しかし、例外規定として職人及び指導者としての一定の経験がある者はマイスター資格がなくとも開業ができる。また、この法律はドイツ人にのみ適用され、ドイツ以外のEU加盟国の労働者は、3年の独立開業の実績があればドイツ国内で営業できる。

## スイス
ドイツとの違いについては、スイスでは18歳までには大学もしくは職業訓練校など何かしらの教育機関に属していなければならないことが法律で定められ、職業訓練校生の見習い後であれ大学生であれ1年以上の専門的な実践経験が必要になることが知られる。そして多くの職業訓練で、訓練状況が採点される。ここからさらにより高度な専門試験へは、専門試験に1つ以上（電気業界では2つなど）合格する必要がある。
スイスでは、ドイツのようなマイスター証明書（deutscher Meisterbrief）ではなく、最終的な証明書は連邦からの訓練施設連邦卒業証書（Eidgenössisches Diplom）である。スイスでは、熟練した職人の訓練はマイスタースクールたる高等職業訓練（Höhere Berufsbildung）が用意され、専門家試験（Berufsprüfung）および高等専門家試験（Höhere Fachprüfung）へとつながっている。こうした上級の専門家試験や授与される連邦卒業証書は、ドイツのマスター職人の証明書と同等と見なされている。そして専門の職業従事に就く、マイスターになるのにこうしたマイスタースクールに通うことが絶対条件というわけではない。ただし準備コースに通うことが推奨されていることが、高等訓練用の規則でいくつか規定されている。
職業上の肩書きについても例えば、連邦認定の船大工（eidg. dipl. Bootbaumeister）、連邦認定のマスターファーマー（農家、eidg. dipl. Meisterlandwirt）、連邦認定の電気技師（eidg. dipl. Elektroinstallateur）などであり、ドイツの「マイスター（Meister）」という用語が付与される必要はない。

## 日本

### 厚生労働省によるもの
日本においては、労働者の技能を検定する国家検定制度として技能検定制度があり、技能検定に合格した者は技能士と称することができる。社団法人全国技能士会連合会は、特級、1級、あるいは単一等級の技能士で、20年以上の実務経験があり、すぐれた技能実績を持ち、後進の育成および技能伝承に熱心なものを全技連マイスターと認定している。さらに技能が卓越しており、全国で第一人者と認められる者は、厚生労働大臣によって「現代の名工」として表彰される。
加えて、厚生労働省は、平成25年度に開始した若年技能者人材育成支援等事業において、ものづくりマイスター制度を創設した。この目的は、ものづくりマイスターによる若年技能者への実践的な実技指導により、効果的な技能の継承や後継者の育成を行うことである。対象とする分野は、技能検定の職種および技能五輪全国大会の競技職種のうち、建設業および製造業に該当する職種（111職種、平成27年5月現在）である。ものづくりマイスターとは、ものづくりに関して一定の技能や経験を有する者とされている。ものづくりマイスターの認定は、中央職業能力開発協会に設置される中央技能振興センターが行う。

### その他
地方公共団体では、職人その他の分野に対してマイスターの称号を授与している。
- 東京都墨田区：すみだマイスター

その他、民間や公益法人などによるマイスター制度がある。
- 日本オイスター協会：オイスターマイスター
- 有限責任中間法人日本ベジタブル&フルーツマイスター協会：ベジタブル&フルーツマイスター
- 公益社団法人全国工業高等学校長協会：ジュニアマイスター
- 札幌商工会議所：北海道フードマイスター
- NPO法人コミュニティビジネスサポートセンター：コミュニティビジネスマイスター
- 鹿児島県酒造組合：焼酎マイスター[8]